# Šarengrad
Šarengrad és una localitat de Croàcia a dins de la ciutat de Ilok, comtat de Vukovar-Sirmia. Es troba a una altitud de 92 msnm a 319 km de la capital nacional, Zagreb.

## Demografia
En el cens 2011 el total de població de la localitat va ser de 528 habitants.
| Gràfica de població de Šarengrad 1857-2011 |
|                                            |